# Valira del Nord
Valira del Nord (također Valira de Ordino ili Ribera de Ordino, Valira de la Massana ili Valira Occidental ) je rijeka u Andori, pritok Gran Valire, u porječju Segre. Izvire između vrhova Pico de Montmantell i Coma Pedrosa. U početku toka se se zove Fontblanca.
Prijevoj između doline Valle de Ordino i andorske ravnice je klanac Garganta de la Griega,  gdje se nalazi San Antonio de la Grella.

## Pritoci
- Rialb[3]
  - Sorteny[4]
- Potok Tristaina[1] i jezera Tristaina,[5] u izvorišnoj dolini rijeke Ordino.
- Potok Ercs
- Potok Angonella
- Potok Anyós[1]
- Rijeka Arinsal je glavni pritok rijeke Ordino.[6] Ulijeva se u La Aldosa de la Massana, grad u župi La Massana.[7]
  - Jezera Forcats
  - Rijeka Coma Pedrosa
  - Rijeka Percanela Coma
  - Rijeka Comilla Ancha
  - Rijeka Pal, glavni pritok rijeke Arinsal. Njene vode ulijevaju se u rijeku s desne strane, u gradu Ertsu, u župi La Massana[8]
  - Estany Esbalçat, u coma de Varilles.[9]
- Rijeka Muntaner. Izvire u prijevoju Muntaner.[10]

## Vanjske poveznice
|  | Zajednički poslužitelj ima još gradiva o temi Valira del Nord |